# آیفون ۱۱
آیفون ۱۱ (انگلیسی: iPhone 11) یک گوشی هوشمند از اپل است که در ۱۰ سپتامبر ۲۰۱۹ معرفی‌شد. این گوشی از نسل سیزدهم آیفون است و جانشین آیفون اکس‌آر شده‌است. آیفون ۱۱ به همراه نسخه گران‌تر آن یعنی آیفون ۱۱ پرو در اپل پارک توسط تیم کوک رونمایی‌شد. سیستم عامل این گوشی آی‌اواس ۱۳ است. صفحه نمایش این گوشی همانند همتای قبلی خود از Liquid Retina ساخته شده که تراکم پیکسلی برابر ۳۲۶را دارا است همچنین اندازه صفحه نمایش به ۶٫۱اینچ می‌رسد که ۷۹درصد از فضای جلوی صفحه را اشغال کرده‌است. این گوشی مجهز به پردازنده A13 Bionic با تکنولوژی ساخت +۷نانومتر است و مقدار رم آن برابر با ۴ گیگابایت و همچنین دارای ۶تنوع رنگی می‌باشد.
شرکت اپل گوشی آیفون ۱۱ را در سه مدل معرفی کرد که غیر از این نسخه، آیفون ۱۱ پرو و آیفون ۱۱ پرو مکس با رنگ خاص سبز نیمه شب (Midnight Green) نیز عرضه کرده‌است.